# Campeonato Mundial de Patinaje de Velocidad sobre Hielo de 2017
El CXI Campeonato Mundial de Patinaje de Velocidad sobre Hielo se celebró en Hamar (Noruega) del 4 al 5 de marzo de 2017 bajo la organización de la Unión Internacional de Patinaje sobre Hielo (ISU) y la Federación Noruega de Patinaje sobre Hielo.
Las competiciones se realizaron en el Vikingskipet de la ciudad noruega. 

## Calendario
| Fecha      | Hora  | Prueba     |
| ---------- | ----- | ---------- |
| 4 de marzo | 13:15 | 500 m F    |
| 4 de marzo | 13:42 | 500 m M    |
| 4 de marzo | 14:29 | 3000 m F   |
| 4 de marzo | 15:55 | 5000 m M   |
| 5 de marzo | 13:30 | 1500 m F   |
| 5 de marzo | 14:28 | 1500 m M   |
| 5 de marzo | 15:28 | 5000 m F   |
| 5 de marzo | 16:22 | 10 000 m M |

## Resultados

### Masculino
| Evento                        | Oro                                       | Plata                                       | Bronce                                        |
| ----------------------------- | ----------------------------------------- | ------------------------------------------- | --------------------------------------------- |
| 500 m (04.03)                 | Shota Nakamura Japón 36,00 s              | Konrad Niedźwiedzki · Polonia · 36,22 s     | Sindre Henriksen · Noruega · 36,23 s          |
| 1500 m (05.03)                | Denis Yuskov · Rusia · 1:44,41            | Sven Kramer · Países Bajos · 1:45,78        | Patrick Roest · Países Bajos · 1:45,88        |
| 5000 m (05.03)                | Sven Kramer · Países Bajos · 6:12,33      | Patrick Roest · Países Bajos · 6:15,10      | Jan Blokhuijsen · Países Bajos · 6:15,99      |
| 10000 m (05.03)               | Sven Kramer · Países Bajos · 13:10,45     | Jan Blokhuijsen · Países Bajos · 13:13,39   | Bart Swings · Bélgica · 13:20,61              |
| Clasificación general (05.03) | Sven Kramer · Países Bajos · 148,425 pts. | Patrick Roest · Países Bajos · 149,128 pts. | Jan Blokhuijsen · Países Bajos · 149,698 pts. |

### Femenino
| Evento                        | Oro                                           | Plata                                              | Bronce                                        |
| ----------------------------- | --------------------------------------------- | -------------------------------------------------- | --------------------------------------------- |
| 500 m (04.03)                 | Miho Takagi Japón 38,15 s                     | Ireen Wüst · Países Bajos · 38,82 s                | Ida Njåtun · Noruega · 39,35 s                |
| 1500 m (05.03)                | Ireen Wüst · Países Bajos · 1:55,49           | Miho Takagi Japón 1:55,81                          | Martina Sáblíková · República Checa · 1:56,15 |
| 3000 m (05.03)                | Martina Sáblíková · República Checa · 4:02,21 | Ireen Wüst · Países Bajos · 4:03,71                | Antoinette de Jong · Países Bajos · 4:03,77   |
| 5000 m (05.03)                | Martina Sáblíková · República Checa · 6:54,57 | Ireen Wüst · Países Bajos · 7:00,86                | Antoinette de Jong · Países Bajos · 7:02,62   |
| Clasificación general (05.03) | Ireen Wüst · Países Bajos · 160,020 pts.      | Martina Sáblíková · República Checa · 160,651 pts. | Miho Takagi Japón 160,853 pts.                |

## Medallero
- Solo se otorgan medallas en la clasificación general.

| Núm. | País            | Oro | Plata | Bronce | Total |
| ---- | --------------- | --- | ----- | ------ | ----- |
| 1    | Países Bajos    | 2   | 1     | 1      | 4     |
| 2    | República Checa | 0   | 1     | 0      | 1     |
| 3    | Japón           | 0   | 0     | 1      | 1     |
|      | TOTAL           | 2   | 2     | 2      | 6     |